# Chiesa di San Rocco (Milano)
La chiesa di San Rocco era una chiesa di Milano. Situata circa all'attuale incrocio tra corso di porta Romana e viale Caldara, fu sconsacrata nel 1786.

## Storia
La fondazione della chiesa risale all'ultimo decennio del XV secolo, quando fu edificata per richiedere al Santo la protezione dalla peste: non sono disponibili documenti precedenti a questo periodo, tuttavia alcune ipotesi sostengono che la chiesa potrebbe essere sorta su una cappella dedicata a San Sebastiano e a San Rocco edificata per volere di Galeazzo Maria Sforza mezzo secolo prima. Nel 1616 fu assegnato alla chiesa il titolo di parrocchia: sappiamo inoltre che il culto di San Rocco e la conseguente importanza della chiesa crebbe durante l'epidemia di peste del 1630 e che una parte dei morti di quella pestilenza venne sepolta in un terreno attiguo alla chiesa. Nel 1783 venne realizzato, dietro la chiesa, l'antico Cimitero di San Rocco al Vigentino, del quale la stessa chiesa di San Rocco ebbe giurisdizione per appena tre anni. Tra il XVII secolo ed il 1786, anno della sconsacrazione della chiesa, si hanno tuttavia poche notizie. L'anno di demolizione della chiesa è incerto: due anni dopo la sconsacrazione Domenico Aspari raffigurava ancora il campanile della chiesa in una stampa dell'area di Porta Romana.
Dopo la soppressione le opere d'arte e arredi sacri della chiesa furono trasferiti nella nuova chiesa di San Rocco presso l'attuale viale Sabotino, che fu edificata nel 1791, anch'essa oggi demolita.

## Architettura
Sulla facciata della chiesa era affrescati dei ritratti di San Rocco e di San Sebastiano, entrambi santi protettori dalla peste, eseguito da pittori di scuola bramantesca. Sull'interno della chiesa vengono date informazioni discordanti: Carlo Torre descrive all'inizio del XVIII secolo la chiesa come a singola navata, mentre Serviliano Lattuada poco più di trent'anni più tardi la descrive suddivisa in tre navate.
L'unica opera superstite della chiesa di San Rocco è un polittico di pittura ad olio su tavola di Cesare da Sesto risalente al 1523, identificato semplicemente come Polittico di San Rocco, oggi in parte conservato ai musei del Castello Sforzesco